# Carlo Antonio Marin
Carlo Antonio Marin (Orzinuovi, 4 gennaio 1745 – 17 aprile 1815) è stato uno storico italiano della Repubblica di Venezia.

## Biografia
Discendente della famiglia patrizia veneziana dei Marin, annoverata fra le cosiddette Case Nuove, ricoprì varie cariche tra le quali quelle di Provveditore e Capitano di Salò e di Provveditore nelle isole di Cefalonia e Itaca.
Da giovane aveva seguito la vita delle armi, facendo il suo noviziato nell'armata sottile, e, dopo un lungo periodo, gli era stato affidato il governo di una galea e fatto Sopracomito. 
Nel 1776 sposò a Corfù, grazie alla mediazione di Andrea Verlamo, la sedicenne Isabella Teotochi, discendente di una nobile famiglia locale. Da tale unione nacque un figlio, Giovan Battista Marin.
Nell'aprile del 1794 Isabella decise però di sciogliere i vincoli con il marito. In maggio presentò all'Arcivescovado di Corfù un memoriale che annunciava ufficialmente la sua richiesta e venne fissata, per il mese di luglio, la data di presentazione dell'istanza di annullamento. Nella primavera del 1795, quando l'incarico di provveditore nelle isole di Cefalonia e Itaca andava ormai terminando, Marin si preparò a tornare a Venezia, dove avrebbe potuto difendere con più forza i propri diritti. È proprio in questo periodo che crebbe la tensione tra Isabella e Carlo Antonio, che fino a quel momento aveva continuato a sperare e a inviare doni, come olio e rosolio, alla consorte. 
Ottenuto da Corfù un primo verdetto negativo all'annullamento, Isabella non rinunciò ai propri propositi: forte dell'aiuto, anche economico, dell'influente Inquisitore Albrizzi e grazie alla mediazione di Pietro Pesaro, ambasciatore della Serenissima Repubblica a Roma, ottenne l'interessamento del pontefice. Per intercessione di Pio VI, il vescovo di Belluno ricevette infatti l'incarico di rivedere il processo di annullamento di matrimonio. Il 6 luglio 1795 arrivò infine da Belluno risposta positiva all'annullamento.
Ippolito Nievo, nipote di Carlo di Girolamo Marin, si ispirò a Carlo Antonio nel delineare il personaggio del conte Rinaldo di Fratta ne Le confessioni d'un italiano. Uno specifico passo pare in effetti alludere al Marin:
(Ippolito Nievo, Le confessioni d'un italiano)
Il patrizio fu infatti autore di una Storia civile e politica del commercio de' Veneziani in otto volumi pubblicata a Venezia nel 1808. Non fu però così lusinghiero il giudizio espresso da Samuele Romanin: egli ritenne infatti che l'opera del Marin, seppur frutto di "assidui e pazienti studi", soffrisse di "mancanza di lingua e di lucidezza del dettato" e "lascia[sse] a desiderare quanto alle notizie di trattati e [...] leggi e deliberazioni".
Carlo Antonio fu proprietario di villa Marin a Gardigiano.